# Saint-Martin-Osmonville
Saint-Martin-Osmonville is een gemeente in het Franse departement Seine-Maritime (regio Normandië) en telt 1015 inwoners (2004). De plaats maakt deel uit van het arrondissement Dieppe.

## Geografie
De oppervlakte van Saint-Martin-Osmonville bedraagt 21,5 km², de bevolkingsdichtheid is 47,2 inwoners per km².
De onderstaande kaart toont de ligging van Saint-Martin-Osmonville met de belangrijkste infrastructuur en aangrenzende gemeenten.

## Demografie
Onderstaande figuur toont het verloop van het inwonertal (bron: INSEE-tellingen).

1. ↑  Populations de référence 2022.